# 엄채영
엄채영(2007년 3월 2일~)은 대한민국의 배우이다.

## 출연 작품

### 영화
- 2015년 《미쓰 와이프》 ... 민아 역
- 2016년 《대배우》 ... 미지 역
- 2019년 《힘을 내요, 미스터 리》 ... 샛별 역 주연
- 2020년 《콜》 ... 어린 서연 역
- 2021년 《귀문》 ... 미린 역 주연
- 2023년 《열여덟, 어른이 되는 나이》 ... 심민지 역

### 드라마
- 2016년 MBC 토요드라마 《마이 리틀 베이비》 ... 정하은 역
- 2016년 tvN 금토드라마 《디어 마이 프렌즈》 ... 어린 박완 역
- 2016년 KBS 2TV 저녁일일드라마 《다시, 첫사랑》 ... 차혜린 / 최혜린 역
- 2017년 tvN 토일드라마 《명불허전》 ... 어린 최연경 역
- 2017년 MBC 일일특별기획 《별별 며느리》 ... 어린 황금별 역
- 2017년 KBS 2TV TV소설 《꽃 피어라 달순아!》 ... 어린 한은솔(이은솔) / 고달순 역
- 2018년 KBS 2TV 수목드라마 《추리의 여왕 2》 ... 예나 역
- 2018년 OCN 주말드라마 《작은 신의 아이들》 ... 어린 백아현 역
- 2018년 웹드라마 《숫자녀 계숙자》 ... 어린 계숙자 / 서희 역
- 2018년 KBS 2TV 장애이해교육드라마 《반짝반짝 들리는》 ... 어린 수아 역
- 2019년 KBS 2TV 저녁일일드라마 《태양의 계절》… 어린 윤시월 역
- 2020년 JTBC 금토드라마 《우아한 친구들》… 문가연 역
- 2020년 JTBC 수목드라마 《우리, 사랑했을까》… 노하늬 역
- 2022 JTBC 수목드라마 《인사이더》 오수연어린시절
- 2022 SBS 월화드라마 《트롤리》 장현서역

## 수상 및 후보
| 연도 | 시상식       | 부문              | 작품                           | 결과 |
| ---- | ------------ | ----------------- | ------------------------------ | ---- |
| 2017 | KBS 연기대상 | 여자 청소년연기상 | 꽃 피어라 달순아, 다시, 첫사랑 | 후보 |